# Male Vrhe
Male Vrhe so naselje v Občini Ivančna Gorica.